# Гедимин

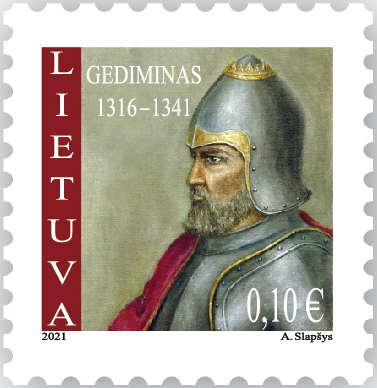
Почтовая марка Литвы, 2021

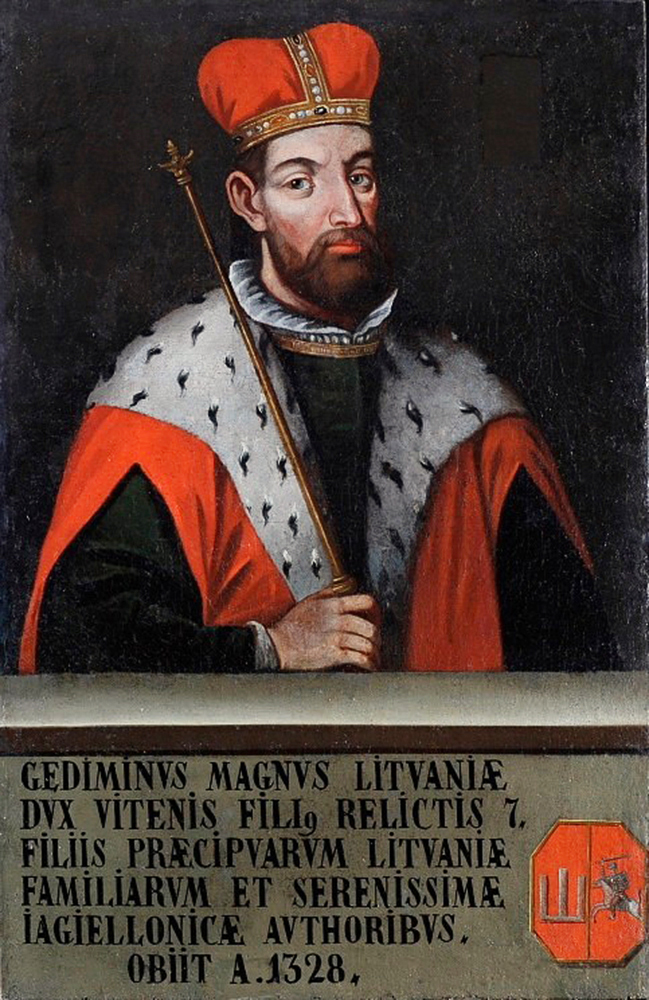
Гедимин, воображаемый портрет из коденской галереи, 1709

Гедими́н (лат. Gedeminne, Gedeminnus, Godeminnus ок. 1275 — декабрь 1341) — великий князь литовский с 1316 по 1341 год, основатель династии Гедиминовичей. Его имя носит самый известный исторический памятник Литвы — башня Гедимина в Вильнюсе.

## Происхождение
Из-за недостатка исторических источников, а также неполноты имеющихся сведений, доподлинно установить происхождение Гедимина невозможно. Основным вопросом историографии стало установление степени родства Гедимина по отношению к его предшественнику, великому князю литовскому Витеню. В легендарной части литовско-белорусских летописей и во всей донаучной историографии Гедимин представлен как сын Витеня. С конца XIX века утвердилась точка зрения, основанная на письме одного из членов рижского магистрата самому Гедимину (в котором Витень назван в качестве «брата и предшественника» Гедимина), что он был братом Витеня и сыном великого князя литовского Пукувера Будивида. М. Стрыйковский называет Гедимина сыном Тройдена .
В 1970-х годах Ежи Охманьский выдвинул версию о том, что Гедимин был потомком Сколоменда. Эта версия основывается на словах сыновей Ольгерда, переданных в древнерусской поэме «Задонщина», об их происхождении от Сколоменда. Так как поэма пропускает известное из других источников поколение князей Будикида и Пукувера, Охманьский предположил, что Сколоменд был отцом Пукувера и дедом Гедимина. По мнению Стивена Роуэлла, Сколоменд мог быть тестем Гедимина. По мнению Томаса Баранаускаса, Гедимин мог приходиться Витеню двоюродным, а не родным братом.

## Правление

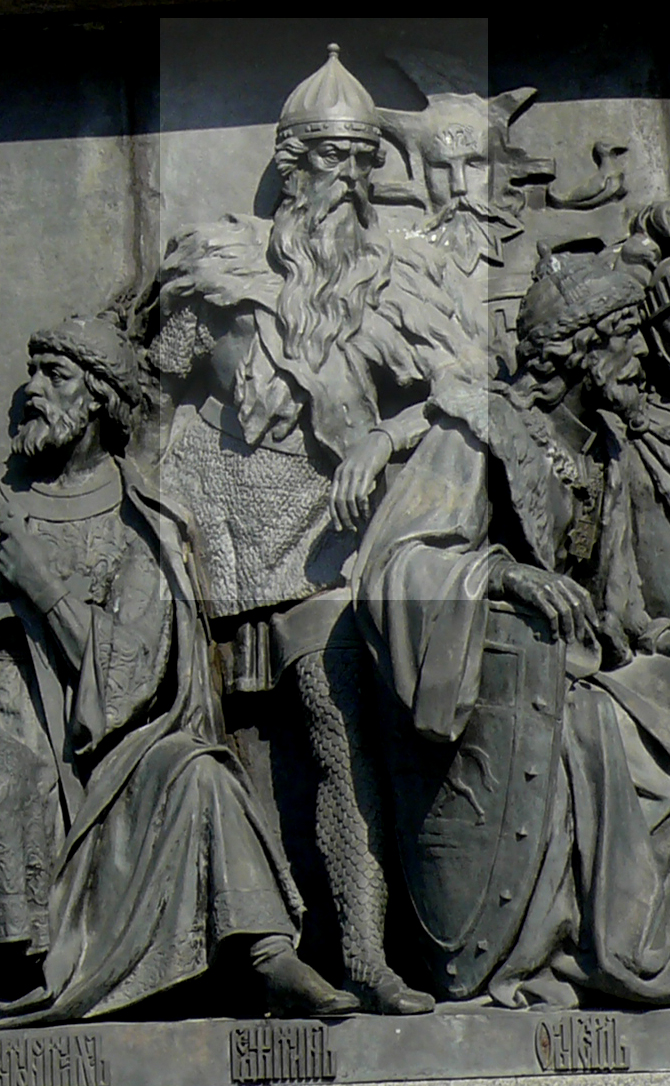
Князь Гедимин на Памятнике «1000-летие России» в Великом Новгороде

В современной литовской историографии распространилось мнение, основанное на информации Хроники Петра из Дусбурга (раздел 289 «Об опустошении волости Пограуды и Гарты»), что изначально Гедимин правил замком в земле Паграуде (волость около реки Юры) близ Гарты (Гродно), где некоторыми исследователями локализируется его вотчина. Гедимин вёл ожесточённую борьбу с немецкими рыцарями, нанёс им ряд поражений. В 1322 году заключил союз с князем Мазовии, а в 1325 году — с королём польским Владиславом Локотком, скрепив последний, выдав свою дочь Альдону замуж за сына Владислава, Казимира.
Как и его предшественники, Гедимин продолжал присоединение западнорусских земель. Под его власть перешли древнерусские земли с городами Полоцк (1307), Городно (по другой версии город был присоединён ранее) и Берестье (1315), Витебск (1320), Минск (1326), Туров и Пинск (1336) и другие. Вассалами Гедимина стали минский, лукомский, друцкий, берестейский, дрогичинский князья. Кроме того, он имел большое влияние в Жамойтии, которая не входила в государство Гедимина, имея сильные традиции автономии. На Волыни с 1340 года княжил его сын Любарт, зять последнего волынского князя из династии Романовичей.
Поздняя традиция считает Гедимина основателем столицы в Вильне (современный Вильнюс), которая впервые упоминается в его письмах: не позднее 1323 года заложил деревянный замок при впадении Вильни в Вилию (Нерис) и перенёс свою резиденцию в Вильну, ставший таким образом столицей Великого княжества Литовского. При нем Вильнюс стал активно торговать с немецкими городами. Возникли и окрепли немецкие общины. Гедимин даже поддержал строительство там храма для купцов. Одним из основных торговых партнеров Вильнюса стала Рига.
В письмах Папе Римскому Иоанну XXII, ганзейским городам, францисканцам и доминиканцам (1323—1324) заявлял о своём желании принять католичество и приглашал в Литву католических священников, рыцарей, ремесленников, купцов, земледельцев. При нем в Вильне были построены францисканский и доминиканский храм. Однако когда папские легаты, обнадеженные выраженным Гедимином желанием креститься, прибыли к нему, тот сделал вид, что не велел писать ничего подобного. Легатам удалось выяснить, что изменить решение Гедимина вынудили угрозы со стороны язычников и православных, которых к тому времени в Литве было немало. Впоследствии Гедимин поддержал папу в его борьбе с Людовиком Баварским, нанеся удар по Бранденбургу, однако сближения не произошло: общественное мнение Европы было слишком настроено против язычников. Литва снова потеряла шанс «влиться в европейскую семью».
Гедимин вторым после Миндовга стал титуловать себя королем («король литвинов и русинов»). Из семи сыновей Гедимина пятеро были христианами, все его дочери также были выданы замуж за христиан.

Гедимин боролся против Московского княжества и князя Ивана Калиты за влияние во Пскове и Новгороде. В этой борьбе он опирался на союз с Тверью, скреплённый браком дочери Гедимина Марии с князем Дмитрием Михайловичем Грозные Очи (1320).

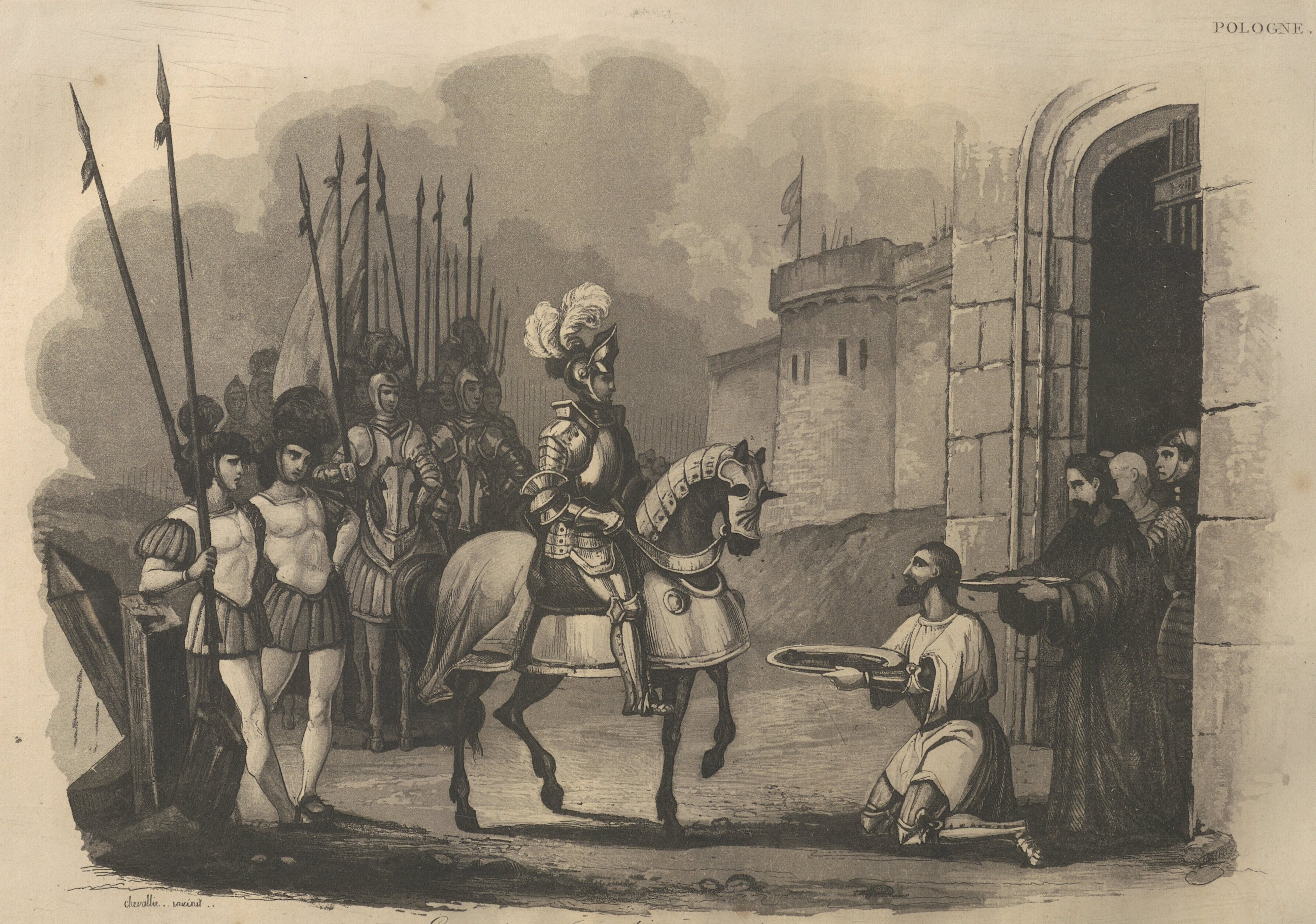
Войско Гедимина вступает в Киев. 1324 год. Фантазия художника XIX века

### Поход на Киев
Гедимин двинулся в 1324 г. на Русь. Заняв Овруч и Житомир, он столкнулся с коалицией киевского, переяславского, черниговского и брянского князей под общим командованием Станислава Киевского. Коалиция была разгромлена, а Гедимин занял Киев.
Князем тут он поставил своего брата, в православном крещении принявшего имя Федор. Рядом с ним остался татарский баскак, поскольку Гедимин принимал во внимание сюзеренитет Золотой Орды над этими землями.
Принцип государственного правления при Гедимине стал следующим: «Не разрушать старины, не вводить новизны». Это означало уважительное отношение к землям феодалов и сохранение исторических традиций присоединяемых к ВКЛ русских земель, преемственность в политической и общественной жизни.
Во время правления Гедимина по решению Константинопольской Патриархии для православного населения Великого княжества Литовского в середине 1320-х годов образована Православная Литовская митрополия с центром в Новгородке (совр. Новогрудок).

## Смерть

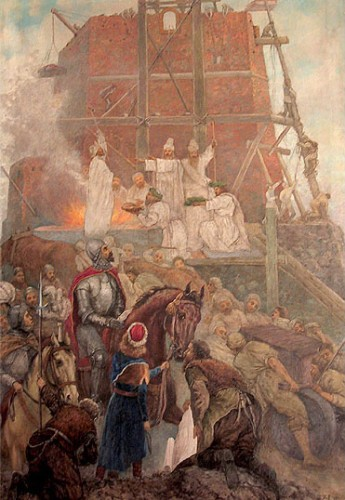
Михал Андриолли. «Гедимин строит Виленский замок» (1882)

Погиб зимой 1341—1342 годов, видимо, при осаде орденской крепости Байербург на реке Неман, что делает его одним из первых правителей, убитых огнестрельным оружием. Впрочем, на основании чешских источников существовала также версия об отравлении Гедимина. Гедимин умер язычником. Тело его, по литовскому обычаю, было сожжено на костре вместе с любимым его оруженосцем и боевым конем.

В «Военно-статистическом обозрении Российской империи. Том IX. Часть 2. Виленская губерния» за 1848 год смерть и могила Гедимина описываются следующим образом:
«Могила Гедмина. Гедимин умер в 1341 году, как означено в Новгородской летописи, а Стрыйковский пишет, что он был убит под Фрейбургом в 1329 году, при осаде этого города. Тело его похоронено в Вильне на горе, лежащем на правом берегу реки Вилейки, по левой стороне дороги из Заречья в Антоколь; до ныне видно, что эта гора, в виде кургана, выше прочих, вблизи разсеянных. Эта гора со стороны Заречья уже значительно подкопана».
Смерть Гедимина наступила внезапно. На тот момент не успела устояться иерархия между его многочисленными сыновьями. На великокняжеский престол взошел его сын Явнут, но положение его оказалось шатким, и долго он не продержался.

## Дети и потомки
Считается, что Гедимин имел трёх жён. Первая жена — Винда (Ванда, Видмунда), дочь жмудского бортника Виндимунта. Исследователи считают, что она умерла при родах. Вторая жена — Ольга Всеволодовна, смоленская княжна, сестра полоцкого князя Ивана Всеволодовича. Родив ему двух сыновей и трех дочерей, тоже умерла. Третья жена — Ева (Евна, Эвва) Ивановна, княжна полоцкая.
Надёжные источники не содержат информации о жёнах Гедимина. Согласно поздней «Хронике Быховца», жёнами Гедимина были Винда (дочь жмудского бортника Виндиминда) из Курляндии, Ольга из Смоленска и Евна из Полоцка. Причем Ольга и Евна упоминаются как православные. Большинство современных историков считают, что жена Гедимина Евна (Ева; ум. 1344) происходила из одной из местных языческих семей, а существование первых двух жен ставят под сомнение, поскольку ни один другой источник, кроме этой хроники, о них не упоминает. Летописец великих князей литовских называет семерых сыновей Гедимина, игнорируя дочерей. Согласно летописям, Гедимин ещё при жизни разделил свои владения между сыновьями. Согласно комплексному исследованию польского историка Яна Тенговского, детьми Гедимина были:
- Наримунт (в крещении Глеб; ок. 1300 — 1348) — князь гродненский, пинский, полоцкий; наместник Новгородский;
- Эльжбета (Елизавета; ок. 1302 — 1364) — жена (с 1316) Вацлава, князя плоцкого;
- Витовт (ок. 1303 — 1336) — князь трокский;
- Ольгерд (ок. 1304 — 1377) — великий князь литовский (с 1345 года);
- Мария (ок. 1305/07 — 1349), жена (с 1320) Дмитрия Михайловича Грозные Очи, великого князя тверского и владимирского;
- Кориат (в крещении Михаил; ок. 1306 — 1365) — князь новогродский;
- Евнутий (в крещении Иван; ок. 1306/09 — до 1366) — великий князь литовский (с 1342 года);
- Кейстут (ок. 1308/10 — 1382) — князь трокский, великий князь литовский (1381—1382);
- Альдона (в крещении Анна; ок. 1311/13 — 1339) — жена (с 1325) короля польского Казимира III;
- Любарт (в крещении Дмитрий; ок. 1312/15 — 1384) — князь луцкий и владимирский (с 1342);
- Монтвид (ок. 1312/15 — 1348);
- Неизвестная по имени дочь (возможно, Евфимия; ок. 1314/17 — 1341) — жена (с 1331) Юрия II Болеслава, князя галицко-волынского;
- Неизвестная по имени дочь (возможно, Елена; род. ок. 1315/1319) — жена Андрея Козельского;
- Айгуста (в крещении Анастасия; ок. 1316/1321 — 1345) — жена (с 1333) Симеона Гордого, князя московского и великого князя владимирского.

Есть также версия, что старшая дочь Гедимина (первенец от брака с Виндой), неизвестная по имени, была выдана замуж за старосту гродненского Давида.
Потомство Монтвида, Кейстута, Кориата и Любарта угасло во втором или третьем поколении. Потомство Наримунта, Ольгерда и Евнутия образовало роды, которые принято называть Гедиминовичами.
Русские княжеские фамилии Хованские и Голицыны также причислялись к Гедиминовичам.